# Singin' in the Rain
사랑은 비를 타고 (Singin' in the Rain)는 1929년, 영화 《할리우드 리뷰 오브 1929》의 노래로 쓰이기 위해 내시오 허브 브라운이 작곡한 노래이다. 이 영화는 1952년 제작된 뮤지컬 영화 《사랑은 비를 타고》에서 진 켈리가 비를 맞으면서 부르는 노래로 유명해졌다. 이 영화로 인하여 이 노래는 수많은 패러디물이 되었다. 대표적인 경우가 폭스바겐, 심슨 가족 등이 있다. 2025년 1월 1일부터 미국에서 퍼블릭 도메인이 되었다.

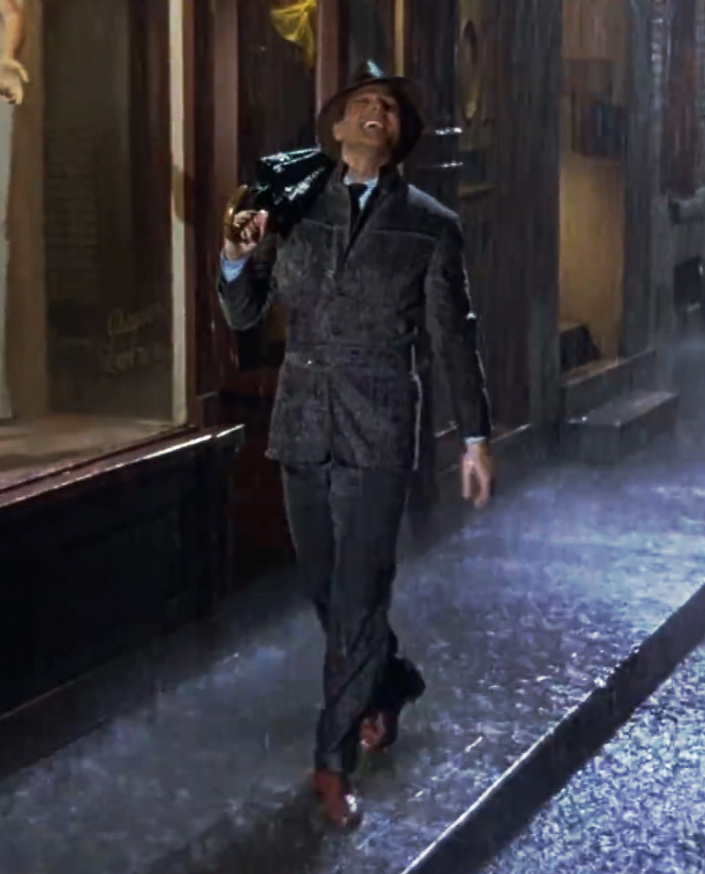
1952년 영화 《사랑은 비를 타고》에서 진 켈리가 노래를 부르는 장면

영화의 역사에서 무성 영화에서 유성 영화로 넘어가던 시기에 나온 노래로, 이후 작사가인 프리드는 자신과 내시오 허브 브라운이 만든 노래로 구성된 영화를 구상해 1920년대 할리우드를 묘사한 같은 이름의 뮤지컬 영화인《사랑은 비를 타고》 (1952)가 제작되었다.  진 켈리가 물웅덩이에서 춤추는 장면은 미국 영화 연구소 선정 100대 곡에 올랐다.

## 역사
1929년에 이 노래는 《할리우드 리뷰 오브 1929》의 주제곡으로 작곡되어 유명해지기 시작하였다. 이후 이 영화는 주디 갈런드 등의 배우들이 불렀다. 이후 1952년에 개봉된 《사랑은 비를 타고》에서 오프닝 장면, 비 속에서 춤추는 장면, 마지막 무대 장면에서 쓰이면서 더욱더 유명해졌다.
이후 1959년 제작된 앨프리드 히치콕 감독의 《북북서로 진로를 돌려라》에 등장하였고, 1971년에는 스탠리 큐브릭 감독의 《시계태엽 오렌지》에서 등장하였다.
또한 2005년 개봉한 《로봇》에서는 Singin' in the Oil이라고 패러디 되었다. 이 노래는 미국 영화 연구소에서 영화 100년 영화 음악 100개에서 3위에 지정되었다.